# 西武ペットケア
株式会社西武ペットケア（せいぶペットケア、英: SEIBU PET CARE Co.,Ltd.）は、東京都豊島区に本社を置き、ペットケアショップ・マンションの企画・設計・運営・管理等を行う西武グループの企業。西武不動産の子会社。

## 概要
ペットのケアやカウンセリングを行うオリジナルブランド「PET-SPA」を全国17店舗（2014年9月現在）を展開している。また、ペットの医・食・住に関わるサポートやグッズの販売等も行っている。一部店舗には動物病院が併設されており、こちらの店舗は「PET-SPA CARE-CURE」で展開している。その他、ペットケアマンション・ペット共生型マンションの企画・設計・運営等を全国で行っている。

## 沿革
- 1994年（平成6年）11月1日 - 埼玉県越谷市にて「有限会社アドホック」を設立。
- 1995年（平成7年）5月11日 - 埼玉県知事より宅地建物取引業の許認可登録を取得する。
- 1998年（平成10年）3月6日 - 資本金を増資、株式会社に変更。
- 2000年（平成12年）3月30日 - ペットケアショップ「PET-SPA」の営業を開始。
- 2001年（平成13年）5月1日 - 埼玉県越谷市越ヶ谷一丁目7番20号のアドホックビルに本社を移転する。
- 2002年（平成14年）3月11日 - 埼玉県知事より｢中小企業の創造的事業活動の促進に関する臨時処置法第4条第3項｣の認定を取得する。
- 2005年（平成17年）10月1日 - 軽井沢プリンスホテルにてプリンスドッグヴィレッジの運営受託を開始する。
- 2006年（平成18年）6月24日 - 東京都知事より宅地建物取引業の許認可登録を取得する。
- 2008年（平成20年）
  - 2月1日 - 西武不動産（後の西武プロパティーズ→西武リアルティソリューションズ→西武不動産〈三代目〉）の子会社となり西武グループの一員となる。
  - 3月3日 - 豊島区長崎の東長崎西武ビル（現本社）へ本社を移転する。
- 2009年（平成21年）
  - 4月26日 - 動物病院併設型店舗「PET-SPA CARE+CURE」を所沢にて初出店。
  - 8月2日 - グランドプリンスホテル新高輪にてドッグフレンドリールームの運営受託を開始する。
- 2014年（平成26年）11月1日 - 「株式会社西武ペットケア」へ社名変更[1]。

## 展開中の店舗

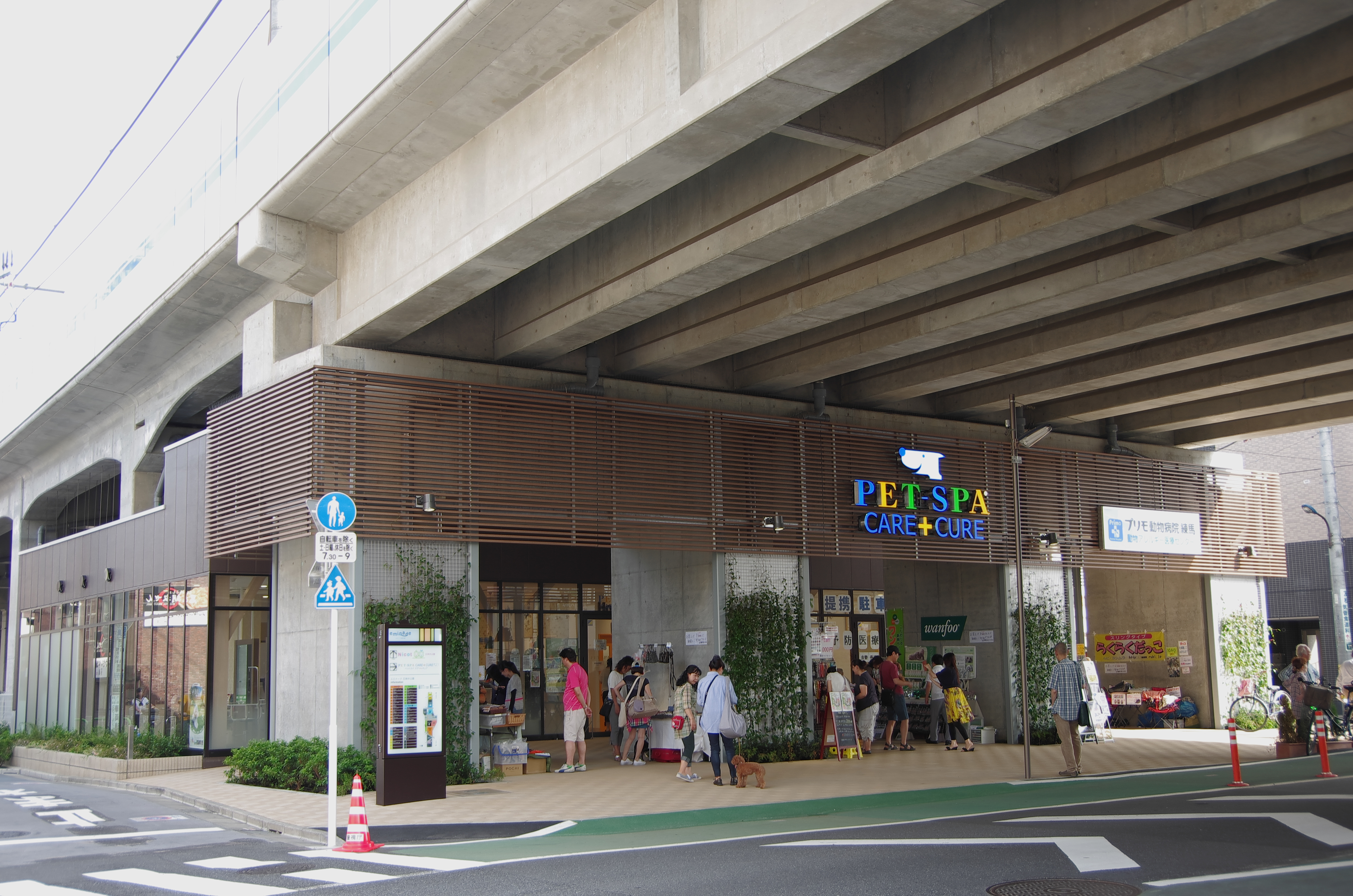
PET-SPA CARE+CARE石神井公園店

詳細は公式ホームページを参照。
東京都
- PET-SPA白金プラチナ通り店
- PET-SPA高輪店
- PET-SPA CARE-CUREひばりヶ丘店
- PET-SPA駒沢公園店
- PET-SPA自由が丘店
- PET-SPA調布仙川店
- PET-SPA成増店
- PET-SPA CARE+CARE石神井公園店

埼玉県
- PET-SPA浦和店
- PET-SPA CARE+CURE所沢
- PET-SPA春日部店
- PET-SPA越谷店

神奈川県
- PET-SPAビアレ横浜店
- PET-SPA茅ヶ崎店
- PET-SPA緑園都市店
- PET-SPA金沢文庫店

千葉県
- PET-SPA千葉ニュータウン店
- PET-SPA流山おおたかの森店

茨城県
- PET-SPAひたち野うしく店

長野県
- PET-SPA軽井沢店